# Charlie w Music-Hallu
Charlie w Music-Hallu (ang. A Night in the Show) − amerykański film niemy z 1915 roku, w reżyserii Charliego Chaplina.

## Treść
Treścią filmu jest konflikt mężczyzn, zajmujących tę samą lożę teatralną.

## Obsada
- John Rand – Dyrygent
- Charlotte Mineau – Kramarka
- Edna Purviance – Sprzedawczyni koralików
- Charlie Chaplin – Pan Pest / Pan Rowdy
- James T. Kelley – Śpiewak
- Wesley Ruggles – Mężczyzna na balkonie
- Leo White – Francuz / Murzyn na balkonie
- Dee Lampton – Grubas
- Paddy McGuire – Ojciec Duster / Klarnecista
- May White – Grubaska / Iluzjonistka